# Charles N. Felton
Charles Norton Felton, född 1 januari 1832 i Buffalo, New York, död 13 september 1914 i San Mateo County, Kalifornien, var en amerikansk republikansk politiker. Han representerade delstaten Kalifornien i båda kamrarna av USA:s kongress, först i representanthuset 1885-1889 och sedan i senaten 1891-1893.
Felton studerade juridik men arbetade aldrig som advokat. Han flyttade 1849 till Kalifornien och var 1853 sheriff i Yuba County. Han var ledamot av California State Assembly, underhuset i delstatens lagstiftande församling, 1878-1882. Han invaldes i USA:s representanthus i kongressvalet 1884. Han omvaldes två år senare.
Senator George Hearst avled 1891 i ämbetet och efterträddes av Felton. Han kandiderade inte till omval och efterträddes 1893 i senaten av Stephen M. White. Han var verksam som fängelsechef 1903-1907.